# 金吉路駅
座標: 北緯31度15分57秒 東経121度37分37秒 / 北緯31.26583度 東経121.62694度
金吉路駅（きんきつろえき）は中華人民共和国上海市浦東新区に位置する上海地下鉄9号線の駅である。

## 駅構造
- 島式ホーム1面2線の地下駅。ホームドア設置駅。
- 「工業」というテーマを表すために、天井の換気パイプ・構内の支柱などはカバー・塗装を施さない[1]。

## 歴史
- 2017年12月30日 - 開業[2]。

## 隣の駅
上海地下鉄
■9号線
金橋駅 - 金吉路駅 - 金海路駅